# Musa Nizam
Musa Nizam (Adalia, 8 settembre 1990) è un ex calciatore turco, di ruolo difensore.

## Caratteristiche tecniche
È un terzino sinistro che all'occorrenza può giocare anche da centrale.